# Laurence Plazenet
Laurence Plazenet est enseignant-chercheur, critique littéraire et écrivaine française née à Paris en 1968.

## Biographie
Ancienne élève de l’École normale supérieure (promotion 1988), elle est agrégée de lettres classiques (1990). D'abord maître de conférences à l’Université de Paris IV-Sorbonne de 1996 à 2017, elle devient ensuite professeure de littérature française à l'Université de Clermont-Ferrand.
Elle a été membre junior de l'Institut universitaire de France de 2009 à 2014.
Elle est également l'autrice d'une œuvre romanesque, dont les thèmes sont en lien avec ses recherches sur la littérature du XVIIe siècle et le jansénisme.
Laurence Plazenet est membre du jury du prix de littérature André-Gide depuis 2014, présidente de la Société des amis de Port-Royal depuis 2017, directrice scientifique du Centre International Blaise Pascal depuis 2018, codirectrice de la collection « Univers Port-Royal » aux éditions Classiques Garnier.

## Publications

### Livres

#### Littérature scientifique
- L'ébahissement et la délectation. Réception comparée et poétique du roman grec en France et en Angleterre aux XVIe et XVIIe siècles, Paris : H. Champion, 1997
- Jean Baudoin, L'histoire nègrepontique, Paris : H. Champion, 1998 (édition critique)
- La Littérature baroque, Paris, Éditions du Seuil, coll. « Mémo : lettres », 2000, 62 p.  (ISBN 2-02-034496-3)
- La Rochefoucauld, Réflexions ou sentences et maximes morales et réflexions diverses, Paris : H. Champion, 2005 (édition critique)
- Héliodore, L'histoire aethiopique, traduction de Jacques Amyot, Paris, H. Champion, 2008 (édition critique)
- Blaise Pascal, Pensées ; Opuscules et lettres, Paris, Éd. Classiques Garnier, coll. « Bibliothèque du XVIIe siècle » (no 2), 2010, 806 p. (ISBN 978-2-8124-0095-7)"Pensées" éditées par Philippe Sellier selon la copie de référence de Gilberte Pascal ; "Opuscules et lettres" édités par Laurence Plazenet et Philippe Sellier
- Port-Royal : anthologie établie, présentée et annotée par Laurence Plazenet, Paris, Flammarion, coll. « Mille & une pages », 2012, 1322 p. (ISBN 978-2-08-128617-7)

#### Œuvre littéraire
- L'Amour seul, Paris, Albin Michel, 2005, 210 p.  (ISBN 2-226-15680-1)

- Bourse Thyde Monier de la Société des gens de lettres 2005
- Prix Charles Oulmont de la Fondation de France 2005
- Prix de littérature de l'Union européenne 2012
- La Blessure et la soif, Paris, Éditions Gallimard, 2009, 555 p.  (ISBN 978-2-07-012635-4). Interprété en 2024 par la comédienne Fanny Ardant au théâtre Marigny[9].
- Disproportion de l'homme, Paris, Éditions Gallimard, 2010, 139 p.  (ISBN 978-2-07-013091-7)

### Articles
- La Fabrique du chef-d'œuvre, Paris, Perrin, 2022, 424 p., chap. 5 (« Les Pensées de Blaise Pascal (1670) »), p. 91-114